# 丰乐乡 (巴彦县)
丰乐乡是中国黑龙江省哈尔滨市巴彦县下辖的一个乡，位于巴彦县中西部。

## 行政区划
现辖：
春生村、康庄村、永进村、新立村、平庄村、永乐村、富强村和丰富村。